# Based on a T.R.U. Story
Cet article possède un paronyme, voir Based on a True Story.
Singles
1. No Lie
Sortie : 8 mai 2012
2. Birthday Song
Sortie : 24 juillet 2012
3. I'm Different
Sortie : 8 novembre 2012

Based on a T.R.U. Story est le premier album studio de 2 Chainz, sorti le 14 août 2012.
L'album s'est classé 1er au Top R&B/Hip-Hop Albums, au Top Digital Albums, au Top Rap Albums et au Billboard 200 avec 147 000 exemplaires écoulé la première semaine. Il a été certifié disque d'or par la Recording Industry Association of America (RIAA) le 14 décembre 2012avec plus de 600 000 exemplaires vendus. 

## Liste des titres
| No  | Titre                                             | Contient un (des) sample(s) de                                                                          | Durée |
| --- | ------------------------------------------------- | --- | ----- |
| 1.  | Yuck! (featuring Lil Wayne)                       | Down for My Niggaz de C-Murder featuring Snoop Dogg et Magic Tammy's Song (Her Evils) de Kendrick Lamar | 4:47  |
| 2.  | Crack                                             | | 4:32  |
| 3.  | Dope Peddler                                      | The Old Dope Peddler de Tom Lehrer                                                                      | 3:28  |
| 4.  | No Lie (featuring Drake)                          | | 3:57  |
| 5.  | Birthday Song (featuring Kanye West)              | | 5:06  |
| 6.  | I'm Different                                     | | 3:27  |
| 7.  | Extremely Blessed (featuring The-Dream)           | | 4:05  |
| 8.  | I Luv Dem Strippers (featuring Nicki Minaj)       | Mr. Telephone Man de New Edition                                                                        | 3:59  |
| 9.  | Stop Me Now (featuring Dolla Boy)                 | Nothing Can Stop Me de Cissy Houston                                                                    | 4:37  |
| 10. | Money Machine                                     | | 4:43  |
| 11. | In Town (featuring Mike Posner)                   | | 3:26  |
| 12. | Ghetto Dreams (featuring Scarface et John Legend) | | 3:43  |
| 13. | Wut We Doin? (featuring Cap1)                     | | 4:25  |

| 14. | Countdown (featuring Chris Brown) |                                | 3:51 |
| 15. | Like Me                           | The Birds Part 1 de The Weeknd | 3:49 |
| 16. | I Feel Good                       |                                | 2:21 |
| 17. | Riot                              |                                | 2:47 |